# Endaphis aphidimyza
Endaphis aphidimyza är en tvåvingeart som beskrevs av Shivpuje och Raodeo 1985. Endaphis aphidimyza ingår i släktet Endaphis och familjen gallmyggor. Inga underarter finns listade i Catalogue of Life.